# Equivocatie
Equivocatie of gelijknamigheid (van Latijn aequivocatio) is een informele drogreden van het type ambiguïteitsdrogreden, waarbij meerdere betekenissen van hetzelfde woord op misleidende wijze worden gebruikt.
Hoewel equivocatie normaal gesproken wordt gebruikt in verschillende contexten, is het alleen een drogreden wanneer de spreker doet alsof een woord dat of woordgroep die op twee of meer verschillende manieren gebruikt wordt in een argumentatie (bijvoorbeeld een syllogisme) in het geheel dezelfde betekenis hebben. Het onderscheidt zich daarmee van (semantische) ambiguïteit, wat betekent dat de context de betekenis van het woord niet duidelijk maakt, en ook van amfibolie (of syntactische ambiguïteit), dat verwijst naar een ambigue zinsstructuur vanwege interpunctie of syntaxis. Volgens de Amerikaanse logicus Gary Curtis is de drogreden van de arbitraire herdefiniëring (arbitrary redefinition) een subcategorie van equivocatie, en een no true Scotsman een subcategorie van de arbitraire herdefiniëring.

## Voorbeelden
De zieke is genezen.
Wie genezen is, is gezond.
Dus de zieke is gezond.
Hierin staat 'de zieke' eerst voor 'de persoon die ziek was' en daarna voor 'de persoon die ziek is'.
Een veer is licht.
Wat licht is, kan niet donker zijn.
Dus een veer kan niet donker zijn.
In dit voorbeeld worden de verschillende betekenissen van het woord "licht" (gewicht en kleur) toegepast in de context van de eerste en tweede premisse, die in de conclusie door elkaar worden gehaald. 
Alle ezels hebben lange oren.
Karel is een ezel.
Dus Karel heeft lange oren.
Hier is de equivocatie het gelijkstellen van de figuurlijke uitdrukking "ezel" als een dom persoon met het dier ezel.